# X戰警 (電影)
《X戰警》（英語：X-Men）是一部於2000年上映的美國超級英雄電影，劇情改編自漫威漫畫旗下的超級英雄團體X戰警，本片由二十世紀福斯發行，亦是《X戰警電影系列》的第一部電影作品，由布萊恩·辛格執導，由大衛·海特撰寫劇本，並由休·傑克曼、派崔克·史都華、伊恩·麥克連、芳姬·詹森、詹姆斯·馬斯登、安娜·派昆、布魯斯·戴維森、荷莉·貝瑞、麗貝卡·羅梅恩、雷·派克和泰勒·曼恩主演。
本片的製作發展的起源可回溯到1989年的著名導演詹姆斯·卡麥隆和卡洛庫影業，1994年，X戰警的版權被二十世紀福斯買下。安德魯·凱文·渥克（Andrew Kevin Walker）、約翰·羅根（John Logan）、喬斯·溫登和麥可·謝朋（Michael Chabon）等人撰寫電影的劇本。1996年，布萊恩·辛格確定執導本片，艾迪·所羅門（Ed Solomon）、湯姆·迪桑托、克里斯多弗·麥奎里和大衛·海特加入編劇的行列。檔期持續延後，福斯因此決定將檔期延至2000年7月。1999年9月22日開拍至2000年3月3日，主要在加拿大多倫多拍攝。
本片上映後獲得強烈的回響和正面的評價，帶來成功的票房，開啟了《X戰警電影系列》以及被譽為超級英雄電影的開端。

## 劇情
21世紀初，世界上一部分人類的體內存在著基因突變，使他們在出生時得到怪異的外表或超能力，這種人會被稱為「變種人」。對於大部分人類而言，變種人只是一群不懷好意的「異類」，在兩方的數量相比之下，有著天賦的變種人反而成為遭人類抵制、歧視、產生爭議的一方，兩方之間的種族衝突也持續超過數十年。
1944年，二戰時期的波蘭遭到納粹佔領，14歲猶太男孩艾瑞克·藍歇爾被關在奧斯維辛集中營。當艾瑞克跟父母被強行分開時，奮力舉手伸向遠處的父母過程中，激發出能夠控制金屬的變種能力，導致金屬柵欄門開始從裏到外歪曲。2002年，對變種人有偏見的美國參議員羅伯特·凱利計畫實行《變種人註冊法案》，強制所有變種人公開他們的身份與能力。會議上現已年老的艾瑞克見此結果而對人類失望，決定對這樁法案做出威脅行動。而艾瑞克嚮往和平的老朋友、擁有強大心電感應能力的查爾斯·賽維爾，一直希望人類和變種人能夠和平共處，歷年來一直抗爭著意圖讓變種人取代人類並征服世界的艾瑞克。
居住在密西西比州默里迪恩的17歲少女瑪莉·丹肯托，由於不知道自己擁有能夠通過觸碰來吸收他人的生命精華的變種能力，不慎將她的男友透過親吻致重度昏迷後離家出走。瑪莉從此用著小名「小淘氣」，一路漂泊到加拿大艾伯塔省時，在一間酒吧內遇見人稱「金剛狼」的變種人羅根。小淘氣目睹羅根經過拳賽的打鬥，傷痕卻迅速地自癒，以及從他的兩隻手的拳頭之間能夠分別伸出三根金剛爪後，決定跟著他一起上路。但在森林中，他們倆遭到為艾瑞克麾下的變種人維克多·克里德的襲擊，直到查爾斯派來的兩名變種人史考特·桑瑪斯和奧洛羅·蒙羅及時趕到救出他們。羅根和小淘氣被帶至查爾斯位於威斯特徹斯特郡的X宅邸中接受治療，羅根醒來後發現此地是查爾斯為變種人們所建立的美好校園。小淘氣成為學校的一份子後，查爾斯希望羅根也能留下來，讓他們來調查艾瑞克為何襲擊他們。
艾瑞克指使另外兩名部下癩蛤蟆與魔形女聯手綁架凱利參議員，帶至一座與世隔絕的吉諾沙島上。艾瑞克將凱利選為實驗對象，透過他的金屬控制能力發動一台能夠產生大型輻射的機器，作用是能夠激發普通人的體內的變種細胞。實驗成功之下，凱利發現他已被轉化為一個身體能自由伸縮的變種人，但也幸運地用能力掙脫出籠子後逃出小島。在學校，小淘氣聽見羅根在睡覺時翻來覆去而跑到他身邊，但羅根因為身體被改造時的悲慘回憶所導致的噩夢而驚醒。小淘氣被羅根的金剛爪所刺傷，被迫在眾人面前用手吸收羅根的自癒能力使他昏迷。因為這件事在學校引起騷動，魔形女潛入校園並變形成和小淘氣走得很近的學生巴比·德雷克，謊稱查爾斯因為她惹出的事情而生氣，縱使小淘氣離開學校。
查爾斯利用位於地下室的腦波強化機得知小淘氣在火車站，羅根身體恢復後便搶先來到火車上找到她，卻正好趕上艾瑞克帶領癩蛤蟆和劍齒虎襲擊火車站，全身金屬構造的羅根被輕易制伏，小淘氣被他抓走。查爾斯靠暫時佔據劍齒虎的大腦，本有機會阻止艾瑞克，但因現場的警察都被挾持，迫使查爾斯只能放過艾瑞克一夥揚長而去。凱利跑到學校求助，查爾斯透視他的大腦後得知，艾瑞克發動輻射製造機的同時、剛好也使他自己差點送命，因此發現艾瑞克是要讓小淘氣獲得其能力後、代替他操作機器。不久，凱利因為身體排斥變種細胞而化為液體喪命，讓查爾斯意識到艾瑞克的計畫將會害死所有人類，本想再次通過腦波強化機尋找小淘氣，但不知道機器被魔形女動過手腳而遭到反噬陷入昏迷。
由於無處可尋，同樣擁有心電感應能力的琴·葛雷冒著生命危險使用機器，找到艾瑞克等人身在自由島上，從而發現艾瑞克將會襲擊於正對面的埃利斯島舉行的峰會，通過發動輻射製造機來將世界各國領袖變成變種人。於是，由獨眼龍、暴風女、羅根和琴所組成的「X戰警」來到島上，在自由女神像中相繼擊敗魔形女、癩蛤蟆和劍齒虎。而這時，艾瑞克讓小淘氣強行發動機器，而羅根上去轉移艾瑞克的視線後，獨眼龍發射激光將艾瑞克打下樓。羅根摧毀機器後發現小淘氣昏迷不醒，於是捨身讓她觸碰自己而讓她自我痊癒後恢復清醒，而過程中也使得羅根落下嚴重傷勢。
查爾斯和羅根事後雙雙恢復正常，眾人看電視得知唯一逃跑的魔形女，已經變形冒充成凱利參議員取消所有關於註冊法案的事務。查爾斯向羅根交代一條關於他過去的線索：一座位於加拿大的森林中的廢棄軍事基地，羅根於是和小淘氣說再見後踏上尋找過去的旅程。之後，查爾斯前去看望被關在全塑料構造牢房的艾瑞克，和他下完一盤棋後，艾瑞克警告他總有一天會逃出去並完成使命。

## 演员
| 演员                             | 角色                                              |
| -------------------------------- | ------------------------------------------------- |
| 休·傑克曼 Hugh Jackman           | “金鋼狼”羅根 Wolverine                            |
| 派崔克·史都華 Patrick Stewart    | “X教授”查爾斯·賽維爾 Professor Charles Xavier     |
| 伊恩·麥克連 Ian McKellen         | “萬磁王”艾瑞克·藍歇爾 Magneto                     |
| 安娜·派昆 Anna Paquin            | “小淘氣”瑪莉·丹肯托 Rogue                         |
| 芳姬·詹森 Famke Beumer Janssen   | 琴·葛雷 Dr. Jean Grey                             |
| 詹姆斯·馬斯登 James Paul Marsden | “獨眼龍”史考特·桑瑪斯 Cyclops                     |
| 布鲁斯·戴維森 Bruce Davison      | 羅伯特·凱利參議員 Senator Robert Kelly            |
| 荷莉·貝瑞 Halle Maria Berry      | “暴風女”奧洛羅·蒙羅 Storm                         |
| 麗貝卡·羅梅恩 Rebecca Romijn     | 魔形女 Mystique                                   |
| 雷·派克 Ray Park                 | 癩蛤蟆 Toad                                       |
| 泰勒·曼恩 Tyler Mane             | 「劍齒虎」維克多·克里德 Victor Creed / Sabretooth |
| 肖恩·阿什莫 Shawn Ashmore        | “冰人”巴比·德雷克 Iceman                          |

## 製作

### 發展
漫威漫畫的作家兼編劇格里·康威和羅伊·托馬斯在1984年撰寫了一本關於X戰警的劇本，當時Orion Pictures持有電影的版權，但在Orion開始面臨財政危機時，發展便停滯不前。而在1989年和1990年期間，史丹·李和克里斯·克萊爾蒙特正在與Carolco Pictures商討一部改編自X戰警漫畫的電影，由凱薩琳·畢格羅執導及撰寫劇本，詹姆斯·卡麥隆擔當製片人，由鮑勃·霍斯金斯飾演金鋼狼，由安吉拉·巴塞特飾演暴風女。但史丹·李的蜘蛛人系列電影企劃激起了詹姆斯·卡麥隆的好奇心，X戰警電影企劃於是不了了之。其後Carolco Pictures破產，電影版權回到了漫威娛樂的手中。1992年12月，漫威漫畫打算將版權賣給哥倫比亞電影公司，同時艾維·亞拉為Fox Kids製作了《X戰警》動畫連續劇，二十世紀福斯對電視節目的成功印象深刻。1994年，羅倫·舒勒·唐納買下了電影版權，且讓安德魯·凱文·沃克撰寫該部劇本。
沃克的劇本提到X教授招募金鋼狼加入X戰警，其中包含獨眼龍、琴·葛雷、冰人、野獸和天使。變種人兄弟會（Brotherhood of Mutants）則由萬磁王、劍齒虎、癩蛤蟆、紅坦克及大塊頭組成，他們試圖征服紐約市。而亨利·彼得·傑瑞奇和玻利瓦爾·史崔克利用三個8英尺（2.4米）高的哨兵攻擊X戰警。劇情將集中在金鋼狼與獨眼龍之間的對抗以及獨眼龍作為領導者的自我懷疑。沃克在1994年6月提交了第二份劇本。之後，雷塔·卡勒葛迪斯（Laeta Kalogridis）、約翰·洛根（John Logan）、詹姆士·夏姆斯（James Schamus）及喬斯·溫登重新撰寫了劇本，其中一個段落保留了萬磁王將曼哈頓變成一個“突變家園”的想法以及金鋼狼與暴風女之間的情愫。溫登的草稿以訓練室（Danger Room）及琴·葛雷蛻變成為火鳳凰為特色。根據《娛樂周刊》，這個劇本最後被退回。
福斯原本認定布萊特·拉特納擔任其導演，並提供職位給羅伯特·羅德里格斯，卻遭到拒絕。繼《刺激驚爆點》上映後，布萊恩·辛格正在尋找一部科幻電影，福斯為他提供了《異形4：浴火重生》的執導權，但製片人湯姆·迪桑圖認為他會更適合這部電影。到了1996年12月，辛格接下了導演的職務，並於1997年4月聘請了艾迪·所羅門來撰寫劇本。福斯宣布1998年聖誕節發布日期。

### 拍攝
電影原定於1999年年中開拍，發布日期訂為2000年的聖誕節。但福斯將《X戰警》的發行提前至了6月。史蒂芬·史匹柏被安排於2000年6月發表《關鍵報告》，但史匹柏選擇了拍攝《A.I.人工智慧》，福斯需要一部電影填補空缺，這意味著辛格不得不提前6個月完成《X戰警》。發布日期最後移至7月14日。
本片的主體拍攝於1999年9月27日開始，拍攝地包含多倫多、洛杉矶和纽约。具體取景地點包含中央商務大學、釀酒廠區及加拿大戰機遺產博物館。

## 發行
電影於2000年7月12日在埃利斯島首映，於埃利斯島上映2天後，《X戰警》在北美的3,025家劇院廣泛播映，澳洲則在7月23日上映，而其他多數國家都於8月發行。漫威工作室藉著該部電影的成功，促進了許多漫威漫畫的改編電影（蜘蛛人、驚奇四超人、綠巨人浩克及夜魔俠） 

### 行銷
2000年6月1日，漫威發行了一本漫畫書“X-Men：X-Men：Beginnings”，其中介紹了萬磁王、小淘氣及金鋼狼的背景故事。

### 原聲帶
導演布萊恩·辛格原想聘請約翰·威廉姆斯來撰寫電影配樂，但由於與《下一個還是你》時間安排的衝突，威廉姆斯拒絕了該提議。辛格轉而請約翰·奧特曼作曲。然而，一旦福斯從12月提前至7月發行電影，奧特曼對其他電影的作曲工作將與此衝突。最終，辛格決定由邁克爾·凱曼為電影製作配樂。
| 曲序 | 曲目                  | 时长 |
| ---- | --------------------- | ---- |
| 1.   | Death Camp            | 3:05 |
| 2.   | Ambush                | 3:26 |
| 3.   | Mutant School         | 3:48 |
| 4.   | Magneto's Lair        | 5:01 |
| 5.   | Cerebro               | 2:13 |
| 6.   | Train                 | 2:35 |
| 7.   | Magneto Stands-Off    | 3:01 |
| 8.   | The X-Jet             | 3:47 |
| 9.   | Museum Fight          | 2:21 |
| 10.  | The Statue of Liberty | 2:38 |
| 11.  | Final Showdown        | 2:31 |
| 12.  | Logan and Rogue       | 5:57 |

### 評價
《X戰警》收穫了普遍影評人的好評。根據爛蕃茄上收集的166篇專業影評文章，其中135篇給出了「新鮮」的正面評價，「新鮮度」為81%，平均得分7.1分（滿分10分），而基於另一影評網站Metacritic上的33篇評論文章，其中23篇予以好評，3篇差評，7篇褒貶不一，平均分為64（滿分100）。

### 票房
電影於北美首映，《X戰警》在首週末收穫54,471,475美元，遠遠超過漫畫書的紀錄。電影在北美最終收穫157,299,717美元的票房佳績，而在其他國家為139,039,810美元，全球總票房高達296,339,527美元，成為2000年票房第九高的電影。《X戰警》的成功（與刀鋒戰士一起），促進了X戰警電影系列以及超級英雄電影的發展。

### 榮譽
電影被提名至雨果獎最佳戲劇表現獎，但被《臥虎藏龍》擊敗。該片在土星獎上獲得了許多獎項，共贏得了最佳科幻電影獎，最佳導演（布萊恩·辛格）、最佳劇本（大衛·海特）、最佳服裝設計、最佳男演員（休·傑克曼）以及最佳女配角（麗貝卡·羅梅恩）。而提名則包括最佳年輕演員（安娜·派昆）、最佳男配角（派崔克·史都華）、最佳特效及最佳化妝等獎項。導演布萊恩·辛格還被帝國雜誌讀者評選為最佳導演。

### 家庭媒體
《X戰警》的藍光光碟於2009年4月發行，其中，X-Men 1.5 DVD發行版中的特色功能，與美國版不同。英國版的藍光光碟中包含一個名為“BonusView”的畫中畫模式，以及一個具有特別功能的照片庫。

## 續集
在電影的評價及財務成功之後，開啟了一系列的電影。而後是於2003年上映的《X戰警2》，以及2006年的《X戰警：最後戰役》。

## 外部連結
- 互联网电影数据库（IMDb）上《X戰警》的资料（英文）
- AllMovie上《X戰警》的资料（英文）
- 爛番茄上《X戰警》的資料（英文）
- Metacritic上《X戰警》的資料（英文）
- Box Office Mojo上《X戰警》的資料（英文）
- 时光网上《X戰警》的資料（简体中文）
- 開眼電影網上《X戰警》的資料（繁體中文）
- 豆瓣电影上《X戰警》的資料 （简体中文）